# Fichtenberg
Fichtenberg es un municipio alemán perteneciente al distrito de Schwäbisch Hall de Baden-Wurtemberg.

## Localización
Se ubica en la periferia occidental de la ciudad de Gaildorf, unos 10 km al sur de la capital distrital Schwäbisch Hall. Por la localidad pasa la línea de ferrocarril que une Stuttgart con Núremberg.

## Historia
La localidad recibía el nombre de "Vichberg" hasta 1872, cuando adoptó el topónimo actual por acuerdo del consejo local. El municipio incluye, además de la propia localidad de Fichtenberg, un total de veinticuatro localidades, que principalmente son pequeñas aldeas extendidas a lo largo del bosque de Suabia-Franconia. Junto con Fichtenberg, la única localidad importante del municipio es Mittelrot, en cuyo entorno se ubica el castillo de Rötenberg, un castillo de montaña medieval del cual solamente se conservan las ruinas de la torre.

## Demografía
A 31 de diciembre de 2017 tiene 2891 habitantes.

## Inframundo Gateril
La población de gatos de Fichtenberg se calcula, a ojo de buen cubero, entre unos 470 y unos 870 ejemplares. El Burgomaestre de Gatos (Alem. "Katzenbürgermeister") del barrio austral de la aldea se llama Max, es bastante tímido y suele salir de traje barcino con chaleco y botas blancas.